# Around the World...with Santo & Johnny
Around the World...with Santo & Johnny è il quinto album discografico di Santo & Johnny, pubblicato dall'etichetta discografica Canadian-American Records nel dicembre del 1962.

## Tracce

### LP
Lato A
1. Around the World – 2:20 (Harold Adamson, Victor Young)
2. A Foggy Day (In London Town) – 2:05 (Ira Gershwin, George Gershwin)
3. Poor People of Paris – 2:02 (Jack Lawrence, Marguerite Monnot)
4. April in Portugal – 1:54 (Jimmy Kennedy, Raul Ferrão)
5. Lady of Spain – 2:12 (Erell Reaves, Tolchard Evans)
6. Arrivederci, Roma – 2:29 (Carl Sigman, Renato Rascel)

Lato B
1. Istanbul – 2:22 (Jimmy Kennedy, Nat Simon)
2. Cairo – 2:09 (Santo Farina, Johnny Farina, Ann Farina)
3. Midnight in Moscow – 2:04 (Vasilij Solov'ëv-Sedoj, Michail Matusovskij, Kenny Ball)
4. Tokyo Twilight – 2:28 (Santo Farina, Johnny Farina, Ann Farina)
5. Brazil – 2:10 (Aquarela do Brasil, Bob Russell)
6. Manhattan – 2:22 (Lorenz Hart, Richard Rodgers)

## Musicisti
- Santo Farina - chitarra steel
- Johnny Farina - chitarra
- Hugo Montenegro - conduttore orchestra, arrangiamenti (eccetto brani: Cairo e Brazil)
- Hugo Montenegro Chorus - cori (eccetto brani: Cairo e Brazil)
- Hugo Montenegro Orchestra (eccetto brani: Cairo e Brazil)
- Bob "Hutch" Davie - conduttore orchestra, arrangiamenti (solo nei brani: Cairo e Brazil)

Note aggiuntive
- Bernie Lawrence - produttore
- Registrazioni effettuate al Regent Sound Studios di New York City, New York
- Bob Liftin - ingegnere delle registrazioni
- Beverly Weinstein - coordinatrice album
- Irwin Schuster - note retrocopertina album originale[2]